# Breg, Ljubljana
Breg je ulica na zahodnem bregu reke Ljubljanice v Stari Ljubljani, delu glavnega mesta Slovenije.
Ulica je v začetku 14. stoletja poznana kot nasip.
Cesta poteka južno od križišča Novega trga in Hribarjevega nabrežja do Zoisove ceste pri Šentjakobskem mostu.
Breg se dotika Salendrove ulice in Križevniške ulice.

## Zgradbe in objekti
- Francoski inštitut[2]
- Zoisova palača
- Spomenik Ivanu Hribarju
- Doprsni kip Jožefa Blaznika

## Spomeniki

### Spomenik Ivanu Hribarju
Spomenik Ivanu Hribarju je bronast kip nekdanjega ljubljanskega župana Ivana Hribarja iz leta 2010. Spomenik je ustvaril ljubljanski umetnik Mirsad Begić (rojen 1953 v Glamoču v Bosni in Hercegovini).

### Doprsni kip Jožefa Blaznika
Bronasti doprsni kip v spomin na slovenskega založnika in tiskarja Jožefa Blaznika (1800–1872) je postavljen na pročelju stavbe št. 14, v kateri je bila nekoč Blaznikova tiskarna. Ustvaril ga je Stojan Batič in je bil predstavljen leta 1983.